# 포르투나타와 하신타

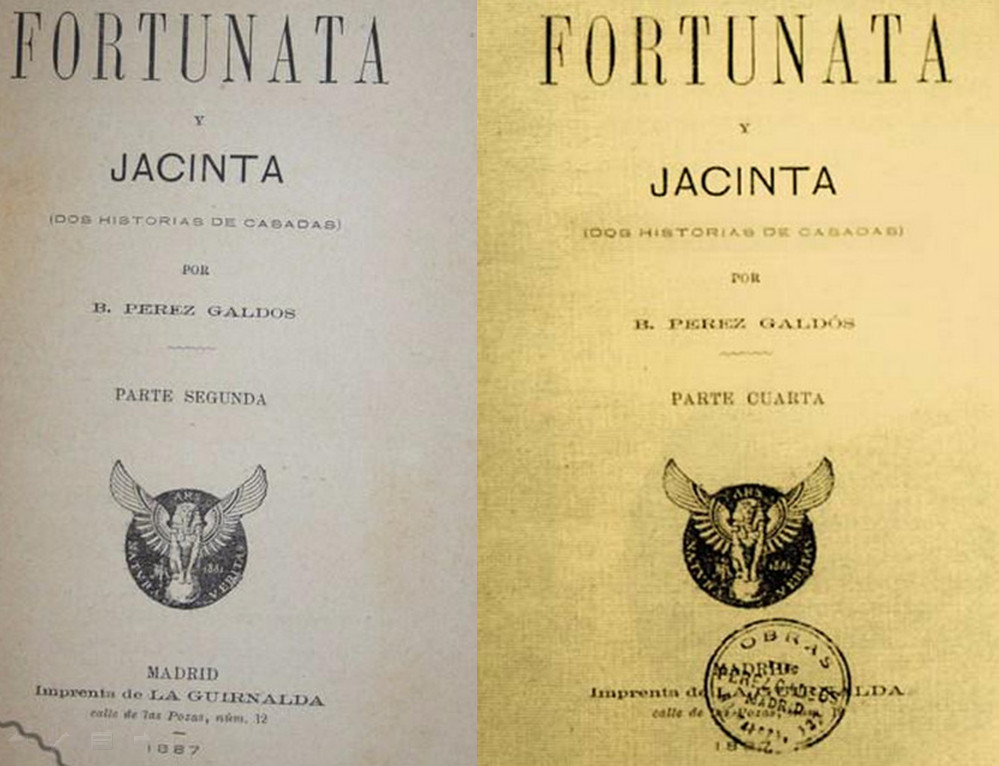

포르투나타와 하신타(Fortunata y Jacinta)는 베니토 페레스 갈도스의 1887년 글이다. 같은 해에 출판되었다. 모두 4편으로 구성되었다.
이 작품은 표면적으로 포르투나타와 하신타라는 두 여자의 개인적인 이야기를 그리고 있다. 그러나 그 이면에 포르투나타는 서민 계층을, 그리고 하신타는 부르주아 계층을 상징한다. 1868년 스페인은 온건 부르주아 혁명을 통해 이사벨 2세를 폐위하고 입헌군주국에서 공화국으로 바뀌게 된다. 하지만 이 혁명의 한계는 주도세력을 밀어줄 수 있는 광범위한 지지 기반이 없었던 위로부터의 혁명이었다는 점이다. 갈도스는 이 1868년의 혁명에 대한 환멸을 이 소설을 통해 상징적으로 보여주고 있다. 포르투나타를 죽음에 이르게 하는 후아니토는 혁명의 주도 세력이었던 온건 부르주아 계층을 상징하는데, 이 혁명의 튼튼한 버팀목이 될 수 있는 포르투나타로 대표되는 서민 혹은 민중 계층과 함께하지 못하고 결별했기 때문에 이 혁명은 결국 성공을 거두지 못했다는 의미를 갖는다.

## 특징
사실주의 소설의 가장 대표적인 특징인 세밀한 묘사가 곧 이 책의 특징이다. 등장인물이 살고 있는 집이 광장에서 보면 4층이었지만 광장의 외곽 길에서 보면 7층이라거나, 그 건물은 마드리드에서 가장 높고 그 높이에 오르기 위해서는 120개의 계단을 올라가야만 한다는 등 계단의 개수까지 섬세하게 묘사하는 부분은 소설을 더욱 재밌게 하는 요소다. 이러한 묘사는 단순히 공간 묘사에 그치는 것이 아니라 등장인물의 내면 심리와 대화, 행동 모두를 아우르고 있다. 포르투나타를 처음 만나는 순간 그녀의 손가락 사이로 흐르는 날계란을 보는 후아니토의 심리를 묘사하는 부분은 마치 우리가 그 장면을 지켜보고 있는 것처럼 생생하다.
원저 ≪포르투나타와 하신타≫는 모두 네 편으로 이루어진 방대한 소설이다. 주인공 포르투나타는 후아니토를 만났다가 버림받고 다른 남자 막시밀리아노 루빈과 결혼했다가, 다시 후아니토와 밀회를 즐긴다. 결국 후아니토에게 버림받은 포르투나타는 아이를 남긴 채 자살로 생을 마감하게 된다. 전체 소설의 줄거리는 실패한 혁명에 대한 작가의 환멸에 기초하고 있다.